# Ferrovia Cancello-Torre Annunziata
La ferrovia Cancello-Torre Annunziata era una linea ferroviaria di proprietà statale che collegava Cancello a Torre Annunziata.

## Storia
La linea fu attivata il 1º maggio 1885. Nacque con lo scopo di unire la costa con l'entroterra casertano passando per alcuni dei più importanti centri vesuviani. L'avvento del trasporto su gomma e della Circumvesuviana, nonché l'assenza di collegamenti diretti per Napoli, hanno interrotto il traffico sulla linea.
Nel febbraio 2006, la linea fu chiusa per lavori, con riapertura prevista nel settembre dello stesso anno; tuttavia, al termine dei lavori non venne ripreso l'esercizio ferroviario. Il 10 ottobre 2014 la linea venne soppressa con decreto numero 420 e al 2015 versa in uno stato di degrado. Contemporaneamente il Comune di San Giuseppe Vesuviano ha firmato una convenzione di comodato d'uso con le Ferrovie sull'intera tratta che passa il comune per realizzare una pista ciclabile e un parco comunale nei pressi della stazione dismessa. Tuttavia, nonostante la soppressione "giuridica", è rimasta attiva per il gestore dell'infrastruttura fino al 16 marzo 2025 quando l'ha definitivamente dismessa.

## Caratteristiche
| Continuation backward |

| Unknown route-map component "CONTgq" | Unknown route-map component "dKRZo" | Unknown route-map component "STR+r" |

| Unknown route-map component "d" | Unknown route-map component "SHI3g+l" | Unknown route-map component "dSHI3r" |

| Unknown route-map component "d" | Unknown route-map component "ABZg+l" | Unknown route-map component "dCONTfq" |

| Station on track |

| Unknown route-map component "dCONTgq" | Unknown route-map component "xABZglr" | Unknown route-map component "dCONTfq" |

|  | Unknown route-map component "exSKRZ-Au" |

| Unknown route-map component "exBHF" |

| Unknown route-map component "exdCONTgq" | Unknown route-map component "exKRZo" | Unknown route-map component "exdCONTfq" |

| Unknown route-map component "dCONTgq" | Unknown route-map component "xKRZu" | Unknown route-map component "dCONTfq" |

| Unknown route-map component "exSKRZ-Au" |

| Unknown route-map component "exHST" |

| Unknown route-map component "dCONTgq" | Unknown route-map component "xKRZo" | Unknown route-map component "dCONTfq" |

| Unknown route-map component "exHST" |

| Unknown route-map component "exBHF" |

| Unknown route-map component "exBHF" |

| Unknown route-map component "dCONTgq" | Unknown route-map component "xKRZu" | Unknown route-map component "dCONTfq" |

| Unknown route-map component "exBHF" |

| Unknown route-map component "exHST" |

| Unknown route-map component "exBHF" |

| Unknown route-map component "dCONTgq" | Unknown route-map component "xKRZu" | Unknown route-map component "dCONTfq" |

| Unknown route-map component "dCONTgq" | Unknown route-map component "xKRZo" | Unknown route-map component "dCONTfq" |

| Unknown route-map component "exSKRZ-Ao" |

| Unknown route-map component "dCONTgq" | Unknown route-map component "xABZg+r" | Unknown route-map component "d" |

| Station on track |

| Unknown route-map component "dCONTgq" | Unknown route-map component "ABZlr" | Unknown route-map component "dCONTfq" |